# Bandera de Vilobí del Penedès
La bandera oficial de Vilobí del Penedès té la descripció següent: 
Bandera apaïsada de proporcions dos d'alt per tres de llarg, verda, amb el gos blanc de l'escut, portant un mos de pa groc, al centre; i el gos d'una altura la meitat del drap.